# Riesenspringschwanz

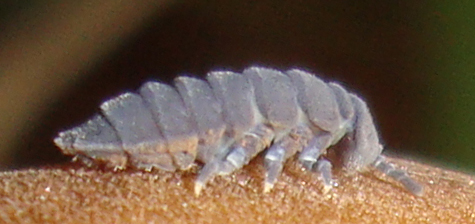
Ein Exemplar in Seitenansicht

Der Riesenspringschwanz (Tetrodontophora bielanensis), auch Riesencollembole genannt, ist eine Art der zu den Springschwänzen gehörenden Blindspringer. Er ist überwiegend in Gebirgswäldern Mittel-, Ost- und Südosteuropas beheimatet.

## Merkmale
Die Körperlänge beträgt 6–9 mm. Damit gehört er zu den größten und robustesten Arten seiner Familie und ist zudem der größte europäische Springschwanz. Mit bis zu 7 mg ist er außerdem der schwerste europäische Springschwanz. Die äußere Gestalt erinnert vage an Asseln, doch sind die Tiere durch ihre 6 Beine einfach von diesen zu unterscheiden. Der Körper ist graublau bis dunkelblau gefärbt. Nach dem Abtöten verlieren die Tiere ihre dunkelblaue Färbung.
Von verwandten Arten unterscheidet sich die Art durch die Pigmentierung, die anderen Vertreter der Onychiuridae sind unpigmentiert.

## Verbreitung
Der Riesenspringschwanz ist im östlichen Mitteleuropa und Osteuropa verbreitet. Im Norden seines Verbreitungsgebiets kommt er vom östlichen Sachsen bis ins zentrale und östliche Polen vor. Besonders häufig ist er im Grenzbereich von Polen und Tschechien sowie von Polen und der Slowakei, wo er die Sudeten und Karpaten besiedelt. Nach Osten hin kommt er bis in die südwestliche Ukraine und die Republik Moldau vor. In Tschechien sind Vorkommen nur aus der Osthälfte des Landes und aus der Slowakei nur aus der Nordhälfte bekannt. Weiter südlich gibt es weitere, isolierte Vorkommen. So lebt die Art in den Dolomiten in den Südalpen und auch in den Ostalpen vom nordöstlichen Italien und südöstlichen Österreich über Slowenien bis nach Kroatien sowie inselartig in Teilen von Bosnien und Herzegowina, Serbien, Albanien, dem südlichen Rumänien und westlichen Bulgarien. Das Verbreitungsgebiet wird manchmal als zirkumpannonisch beschrieben. Auch aus dem Norden des Iran sind Vorkommen bekannt, die vermutlich, ebenso wie die Vorkommen auf der Balkanhalbinsel, glaziale Reliktpopulationen der Eiszeiten darstellen.
In Deutschland lebt die Art nur in Sachsen und hier im Zittauer Gebirge, Neißetal und in der Sächsischen Schweiz. Es gibt zudem einen historischen Einzelfund in einer Höhle südwestlich von Zwickau.

## Lebensraum
Der Riesenspringschwanz zeigt eine deutliche Bindung an feuchte Standorte und ist häufig in Gebirgs- und Vorgebirgswäldern anzutreffen, wo er sich auf Baumstümpfen, Moos, Pilzen, unter Falllaub, unter loser Baumrinde oder in der Nadelstreu aufhält. Man findet die Art aber auch in Höhlen und verlassenen Bergwerken. Häufig kommt sie in der Nähe von Gewässern vor oder in Hoch- und Wiesenmooren. Es handelt sich um eine psychrophile (kälteliebende) und hygrophile (feuchtigkeitsliebende) Art.
Es handelt sich um eine Charakterart natürlicher Tannen-Buchenwälder (Abieto-Fagetum) und Gebirgsfichtenwälder (Piceetum). Im Flachland lebt die Art in feuchten Laubwäldern. In Gebirgen kommt die Art in Höhenlagen von 900 bis 1800 m vor, in der Hohen Tatra bis auf 2050 m.

## Lebensweise
Der Riesenspringschwanz ernährt sich von Detritus, hauptsächlich stark zersetzten Pflanzenteilen, Blatt- und Holzresten, Pilzhyphen, Aas und Algen. Lokal findet sich die Art in hohen Individuendichten. Nach Regenfällen treten sie beispielsweise oft in Massen auf Baumstämmen, Stubben oder Felsen auf und sind beim Abweiden von Algenrasen zu beobachten. Der Lebenszyklus ist dreijährig.
Der Riesenspringschwanz besitzt Integumentalöffnungen (Pseudocellen), aus denen kleine Tropfen einer klebrigen Abwehrsekrets ausgestoßen werden können. Die sekretorischen Zellen sitzen dabei unter den Pseudocellen. Bei der räuberischen Laufkäferart Nebria brevicollis wirkte das Sekret desorientierend, ein Putzverhalten des Käfers war die Folge. Die Hauptbestandteile des Abwehrsekrets sind 2,3-dimethoxpyrido[2,3-b]pyrazin, 3-isopropyl-2-methoxypyrido[2,3-b]pyrazin und 2-methoxy-4H-pyrido[2,3-b]pyrazin-3-on.

## Taxonomie
Die Art wurde 1842 von Antoni Stanisław Waga unter dem Namen Achorutes bielanensis erstbeschrieben. Synonyme lauten:
- Achorutes alpinus Tömösváry, 1883
- Achorutes viaticus J.T.Salmon, 1964
- Tetrodontophora bielensis Pax & Maschke, 1936
- Tetrodontophora gigas Reuter, 1882

Die Art wurde ursprünglich aus Bielany und Jablonna beschrieben. Das Artepitheton bezieht sich auf erstgenannten Fundort.